# Nord-Ubangi
Koordinaten: 4° 18′ N, 21° 0′ O
Nord-Ubangi ist eine Provinz in der Demokratischen Republik Kongo. Die Hauptstadt ist Gbadolite, die Einwohnerzahl des Provinzgebiets betrug im Jahr 2015 1.269.000 Einwohner.

## Geographie
Nord-Ubangi liegt im Norden des Landes und grenzt im Norden an die Zentralafrikanische Republik, im Osten an Bas-Uele, im Süden an Mongala und im Südwesten an Sud-Ubangi.

### Verwaltungsgliederung
Die Provinz unterteilt sich in die vier Territorien Businga, Bosobolo, Mobayi-Mbongo und Yakoma sowie die Stadt Gbadolite.

## Geschichte
Die heutige Provinz Nord-Ubangi war ein Distrikt der ehemaligen Provinz Équateur. Laut der 2005 angekündigten und 2011 abgesagten Verwaltungsreform sollte Équateur in fünf neue Provinzen aufgeteilt werden, darunter auch Nord-Ubangi. Die Verwaltungsreform wurde mehrmals verschoben und 2011 abgesagt, schließlich 2015 doch umgesetzt und Nord-Ubangi damit zur Provinz erhoben.